# ヴァルチツェ
ヴァルチツェ（チェコ語: Valtice [ˈvalcɪtsɛ]）はチェコの南モラヴィア州ブジェツラフ郡に位置するチェコの都市。北どなりのレドニツェとともに、「レドニツェとヴァルチツェの文化的景観」の名でユネスコの世界遺産に登録された。

## 街の見所
- ヴァルチツェ城（フェルツベルク城）
- Schloss Valtice

## 出身者
- ヨハネス・マティーアス・シュペルガー
- パベル・ハジム
- マリエ・マイェロヴァー

## 付近の自治体
- レドニツェ　Lednice/Eisgrub（北方） - レドニツェ城 Schloss Lednice がある
- ブジェツラフ　Břeclav/Lundenburg（東方）
- ミクロフ　Mikulov/Nikolsburg（西方）
- ポイスドルフ　Poysdorf（南方）